# Kirby's Adventure
Kirby's Adventure, conocido como Hoshi no Kirby: Yume no Izumi no Monogatari (星のカービィ 夢の泉の物語 Hoshi no Kābī: Yume no Izumi no Monogatari?, tdl. "Kirby de las estrellas: Cuentos de la Fuente de los Sueños") en Japón, es un videojuego de plataformas de 1993 desarrollado por HAL Laboratory y publicado por Nintendo para Nintendo Entertainment System (NES). Es el segundo juego de la serie Kirby después de Kirby's Dream Land (1992) en Game Boy y el primero en incluir la habilidad de copia, que permite al personaje principal Kirby obtener nuevos poderes al comerse a ciertos enemigos. El juego se centra en Kirby viajando a través de Dream Land para reparar el Star Rod después de que el Rey Dedede lo rompe y le da las piezas a sus secuaces. En este juego, marca la primera aparición de un personaje misterioso llamado Meta Knight, quien más tarde se convertirá en un personaje importante de la saga Kirby. 
Masahiro Sakurai regresó como director después de desempeñar el mismo papel en Kirby's Dream Land. Concibió la capacidad de copiar para agregar más desafío y rejugabilidad después de que el último juego recibió críticas por su simplicidad. Debido a que el hardware de NES tenía mayor poder gráfico que el de Game Boy y los programadores estaban capacitados con el hardware ahora anticuado, HAL Laboratory pudo crear imágenes impresionantes. Kirby's Adventure es el primer juego que muestra a Kirby en color. Sakurai siempre había planeado que fuera rosado, para sorpresa del resto del personal.
Kirby's Adventure fue bien recibido y elogiado por sus estrictos controles, variedad de niveles y la nueva capacidad de copia. Fue rehecho en 2002 para Game Boy Advance con gráficos mejorados y soporte multijugador, titulado Kirby: Nightmare in Dream Land. La versión original de NES fue relanzada más tarde a través de los servicios de distribución digital de la Consola Virtual de Nintendo, el disco recopilatorio de Wii Kirby's Dream Collection, la NES Classic Edition, Nintendo Switch Online y con 3D estereoscópico para la línea de productos 3D Classics para Nintendo 3DS. En retrospectiva, los periodistas lo han clasificado entre los mejores juegos de NES.

## Jugabilidad
Al igual que su predecesor Kirby's Dream Land (1992), Kirby's Adventure es un videojuego de plataformas de desplazamiento lateral en 2D. En el escenario del juego, una entidad malvada llamada Nightmare corrompe la Fuente de los Sueños, que proporciona un sueño reparador a los residentes de Dream Land. El Rey Dedede roba el Star Rod que alimenta la fuente y les da pedazos a sus amigos en un esfuerzo por detener a Nightmare. Kirby, el personaje del juego para un solo jugador, cree erróneamente que Dedede robó la vara por maldad y se propone reunir las piezas. Cuando Kirby derrota a Dedede y devuelve la vara a la fuente, Nightmare va al espacio exterior para difundir los malos sueños, pero Kirby lo sigue y usa el poder de la vara para derrotarlo.
Kirby conserva sus habilidades de Kirby's Dream Land: puede caminar hacia la izquierda o hacia la derecha, agacharse y saltar.: 13–14  Para atacar, Kirby inhala enemigos u objetos y los escupe como balas en forma de estrella.: 16–17  También puede volar si se infla; mientras vuela, Kirby no puede atacar ni usar sus otras habilidades, pero puede exhalar en cualquier momento, liberando una bocanada de aire que cancela su vuelo y puede usarse para dañar enemigos o destruir bloques.: 15  Los nuevos movimientos incluyen las habilidades para correr a un ritmo rápido y realizar una patada deslizante.: 17  Un aspecto importante del juego son las habilidades de copia de Kirby. Al inhalar y tragar ciertos enemigos, Kirby obtendrá poderes basados en la habilidad especial que poseía el enemigo. Las habilidades de copia le permiten a Kirby acceder a nuevas áreas y niveles de experiencia de diferentes maneras. Ciertas habilidades de copia solo se pueden usar un número limitado de veces. Kirby puede descartar su habilidad en cualquier momento o perderla cuando es golpeado por un enemigo; debe volver a adquirirlo rápidamente o desaparecerá.: 20 
El juego consta de cuarenta y un niveles en siete mundos, cada uno con un vestíbulo con puertas que conducen a cuatro o cinco niveles regulares, una pelea de jefes y una puerta Warp Star que permite a Kirby viajar de regreso a mundos anteriores.: 11  La mayoría de los mundos también contienen minijuegos  que le permiten a Kirby ganar vidas extra,: 23  museos donde Kirby puede obtener fácilmente ciertos poderes, y arenas donde Kirby debe luchar con un subjefe para ganar salud y permitir él para copiar la habilidad especial del jefe.: 30  El juego guarda automáticamente el progreso del jugador después de cada nivel.: 25  El objetivo de cada nivel principal es simplemente llegar a su final. Si Kirby toca a un enemigo o un objeto peligroso, perderá una sección de su medidor de salud. Si pierde toda su salud o se cae de la parte inferior de la pantalla, el jugador pierde una vida. Perder todas las vidas da como resultado el fin del juego.: 21  Kirby puede tocar o comer alimentos para reponer salud o ganar invulnerabilidad temporal.

## Desarrollo

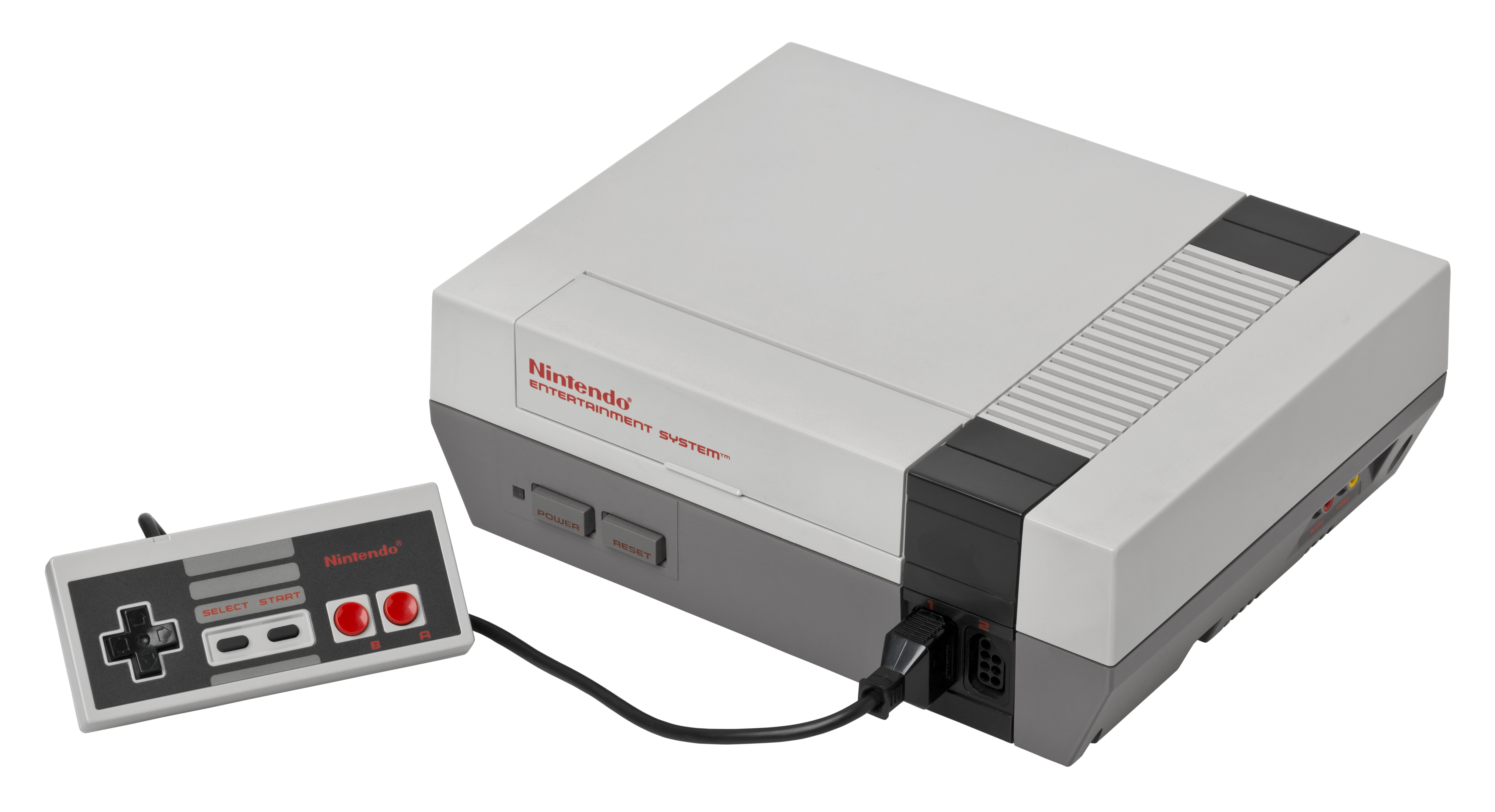
La NES ya estaba en el mercado durante ocho años cuando se lanzó Kirby's Adventure.

Kirby's Adventure fue desarrollado por HAL Laboratory en Kōfu para la Nintendo Entertainment System (NES) como un sucesor del juego de 1992 Kirby's Dream Land en Game Boy. Masahiro Sakurai regresó como director y diseñador, con Takashi Saitou ayudando a diseñar. Hiroaki Suga fue el programador principal, mientras que Satoru Iwata, Shigeru Miyamoto y Takao Shimizu fueron los productores; Iwata también brindó asistencia para la programación. Según Sakurai, el desarrollo comenzó después de que le pidieran que trasladara Kirby's Dream Land a la NES. Dado que el título de Game Boy estaba dirigido a principiantes y la base de jugadores de NES tenía más experiencia, Sakurai decidió crear un nuevo juego. Como resultado, poco de Kirby's Adventure se basa en Kirby's Dream Land: "Aunque pudimos usar el mismo pixel art para Kirby, en lo que respecta a la capacidad y lo que era posible, todo eso se expandió enormemente con NES".
HAL Laboratory quería ampliar el repertorio de movimientos existente de Kirby. Kirby's Dream Land fue diseñado para jugadores principiantes, pero como resultado recibió críticas de jugadores más experimentados que buscaban un desafío. Con Kirby's Adventure, Sakurai quería mantener un juego simple, pero mejorarlo para que los jugadores expertos lo disfrutaran. Esto llevó a la concepción de las habilidades de copia, que el equipo esperaba que permitiera a los jugadores experimentar y mejorar la rejugabilidad.: 16  HAL Laboratory creó más de 40 habilidades de copia, después de lo cual seleccionaron sus favoritas para incluirlas en el juego final. También agregaron minijuegos porque temían que el conjunto ampliado de movimientos de Kirby daría a los jugadores la impresión de que Kirby's Adventure era un juego difícil. Fueron diseñados para ser más simples y fáciles que el juego principal. Kirby también recibió la capacidad de correr más rápido y realizar un ataque de deslizamiento para aumentar el ritmo del juego.: 17 
En 1993, los programadores ya sabían cómo exprimir la potencia del hardware de la NES, que tenía ocho años. El ataque de escupir de Kirby se hacía más fuerte si se inhalaban varios enemigos u objetos, algo que habían querido implementar en Kirby's Dream Land.: 17  Kirby's Adventure es el primer juego que muestra a Kirby en color.: 15  Sakurai siempre había imaginado a Kirby como rosa, pero los visuales monocromos de la Game Boy lo hacían blanco en Kirby's Dream Land. El resto del personal se sorprendió cuando se enteraron de que Kirby era rosa. El sprite de Kirby también se hizo más grande después de que los jugadores se quejaran de que era demasiado pequeño en su debut en Game Boy. Mientras que los fondos suelen ser diseñados por alguien con experiencia en el mapeado de juegos, para Kirby's Adventure, HAL Laboratory encargó a un artista que hiciera dibujos de los fondos, que luego fueron entregados al mapeador para que los incorporara al juego. Según Saitou, debían ser "lo suficientemente bonitos como para mirarlos por sí solos" Kirby's Adventure también supone la primera aparición de Meta Knight, que aparece como un jefe sin nombre en uno de los niveles del juego.: 17 
El juego fue publicado por Nintendo en Japón el 23 de marzo de 1993, en Norteamérica en mayo de 1993, y en Europa el 12 de septiembre de 1993. Fue lanzado al final del ciclo de vida de NES, diez años después del lanzamiento del sistema en Japón. En 1993, la mayoría de los jugadores ya habían pasado a jugar principalmente en sistemas de 16 bits. Sin embargo, el juego encabezó la lista de ventas de Famitsu en Japón en mayo de 1993.

## Relanzamientos
A finales de 2002, Nintendo lanzó Kirby: Nightmare in Dream Land, una nueva versión mejorada de Kirby's Adventure para Game Boy Advance (GBA). La jugabilidad principal y el diseño de niveles se mantuvieron prácticamente sin cambios; Los ajustes menores incluyen entradas ocultas que son más fáciles de encontrar y que las peleas de jefes son más difíciles. Sin embargo, todos los gráficos y efectos de sonido fueron rehechos desde cero para aprovechar el hardware más poderoso de GBA. Nightmare in Dream Land agrega más modos de juego, incluidos tres nuevos minijuegos y un modo multijugador cooperativo que admite hasta cuatro jugadores. También cuenta con "Meta Knightmare", un modo desbloqueable en el que el jugador controla a Meta Knight. Según Next Generation, se vendieron 970.000 copias por un valor de 29 millones de dólares en ingresos.
Se lanzó una versión de Kirby's Adventure como juego descargable para la eShop de Nintendo 3DS en el occidente el 17 de noviembre de 2011 y en Japón el 25 de abril de 2012.  Como parte de la línea de relanzamientos 3D Classics, tiene la capacidad de utilizar la funcionalidad 3D estereoscópica de 3DS. Por lo demás, el juego no ha cambiado.
Kirby's Adventure está disponible en forma emulada a través del servicio de distribución digital de la Consola Virtual. Fue lanzado en la consola virtual de Wii en todo el mundo en febrero de 2007 y en la consola virtual de Wii U en abril de 2013. La versión GBA se lanzó en la consola virtual de Wii U en 2014. La versión de NES también se incluye en Kirby's Dream Collection (2012), una compilación de videojuegos de Kirby que conmemora el vigésimo aniversario de la serie, y en la consola dedicada NES Classic Edition (2016). Se agregó a la biblioteca de juegos de NES disponibles a través del servicio de suscripción de Nintendo Switch Online el 13 de febrero de 2019.

## Recepción
La mayoría de los aspectos de Kirby's Adventure fueron bien recibidos en las críticas contemporáneas, y los críticos estuvieron de acuerdo en que era una mejora con respecto a Kirby's Dream Land. Algunos de los aspectos más destacados por los críticos fueron la originalidad del juego con su nueva capacidad de copia y diseños enemigos únicos, el tamaño y la variedad de los niveles, los controles estrictos y la calidad y la belleza de los gráficos y la animación. Nintendo Power pensó que el juego era más difícil de lo que su lindo tema puede hacer creer a los jugadores. Joypad creía que el juego estaba dirigido a niños más pequeños y proporcionó dos puntajes de revisión para jugadores mayores y menores de 12 años, siendo el puntaje para niños más alto. Compararon el juego con Tiny Toon Adventures (1991) de Konami, escribiendo que los gráficos y el sonido eran mejores en Tiny Toon Adventures, pero Kirby's Adventure tenía una mejor animación y era más original. Algunos críticos se quejaron de que los sprites de los personajes, especialmente los de Kirby, eran demasiado pequeños.
Las revisiones retrospectivas del lanzamiento del juego en la consola virtual de Wii también fueron positivas. IGN lo llamó uno de los mejores juegos de NES y uno de los mayores logros técnicos visuales y auditivos del sistema. Eurogamer creía que era uno de los mejores juegos de Kirby, y estuvo de acuerdo con los sentimientos de IGN, escribiendo "La primera y única salida de Kirby en NES es innegablemente encantadora y, con su desplazamiento de paralaje y personajes coloridos, realmente muestra cuánto jugo estaban exprimiendo los desarrolladores del pequeño sistema hacia el final de su vida". Racketboy señala las visuales avanzadas:" ... los colores ricos no intentan emular 16 bits, sino que intentan hacer que 8 bits sea lo más hermoso posible". Nintendo Life y GameSpot acordaron que el juego impulsó las capacidades técnicas de NES. Los otros elementos del juego fueron elogiados como lo fueron en 1993, incluida la originalidad, la ternura y la variedad de escenarios del juego. GameSpot escribió que Kirby's Adventure había resistido bien la prueba del tiempo, aunque sentían que el juego era algo corto y fácil. Otros también criticaron el juego por su duración y falta de desafío. Para la nueva versión de 3D Classics, el efecto 3D agregado al juego se consideró decepcionante en comparación con juegos como Excitebike y TwinBee, que aprovecharon más el paralaje y los efectos de profundidad.

### Nightmare in Dream Land
Los nuevos gráficos hechos para la nueva versión de GBA fueron bien recibidos. GameSpot destacó las múltiples capas de desplazamiento, efectos de transparencia y otros destellos visuales como una mejora con respecto al original. Sin embargo, no creían que el juego estuviera visualmente a la altura de otros juegos de GBA como Yoshi's Island y Castlevania: Harmony of Dissonance. Los nuevos minijuegos y modos multijugador también fueron elogiados por agregar un nuevo valor de repetición. Dado que la jugabilidad principal y el diseño de niveles se tomaron prestados del original, en general fue elogiado, pero con algunas críticas nuevamente dirigidas hacia su corta duración y facilidad. GameSpy escribió: "la simplicidad significa que puedes disfrutarlo como un refrigerio ligero en lugar de un plato principal como Metroid Fusion o Castlevania: Harmony of Dissonance". Pensaron que el juego sería mejor para los niños que veían el anime que se transmitía por televisión en ese momento, Kirby: Right Back at Ya!. GameSpot estuvo de acuerdo, explicando que el juego no era tan profundo como Metroid Fusion o Yoshi's Island, pero era adecuado para "jugadores más jóvenes o jóvenes de corazón". Eurogamer encontró difícil recomendar el juego a precio completo porque era solo una adaptación y también un juego corto.

## Legado
Los periodistas de juegos han incluido constantemente Kirby's Adventure entre los mejores juegos de NES. La Official Nintendo Magazine lo clasificó como el 69.º mejor juego en una consola de Nintendo en 2009, e IGN lo clasificó como el 84.º en una lista similar de los mejores "Juegos de Nintendo". En agosto de 2006, Next Generation clasificó a Nightmare in Dream Land como el 17.º mejor videojuego portátil de la década de 2000.
La habilidad de copia introducida en Kirby's Adventure se convertiría en una mecánica básica en el repertorio de movimientos de Kirby. El juego también fue el primer juego de Kirby en introducir desbloqueables para encontrar ciertos elementos ocultos en los niveles, que nuevamente se convirtió en un tema recurrente en juegos posteriores. Meta Knight se convirtió en un personaje jugable recurrente en la serie Super Smash Bros., comenzando con Super Smash Bros. Brawl en 2008.